# Saeko Hirota
Saeko Hirota (jap. 広田 佐枝子, Hirota Saeko; * nach 1944) ist eine ehemalige japanische Tischtennisspielerin. Sie wurde 1967 Weltmeister im Doppel.

## Werdegang
Ihren ersten Erfolg verzeichnete Saeko Hirota, als sie bei der Jugend-Asienmeisterschaft am Goldmedaillengewinn des japanischen Teams beteiligt war. 1967 gewann sie die bei den Asienmeisterschaften für Erwachsene den Titel im Doppel mit Sachiko Morisawa und mit der japanischen Mannschaft.
1967 und 1969 nahm sie an einer Weltmeisterschaft teil. Bei der WM 1967 gewann sie – in Abwesenheit der chinesischen Sportler – Gold im Doppel mit Sachiko Morisawa, auch mit der Mannschaft wurde sie Weltmeister. 1969 erreichte sie mit Mitsuru Kōno das Endspiel im Mixed und mit der Mannschaft das Halbfinale.
1969 wurde Saeko Hirota in der ITTF-Weltrangliste auf Platz 23 geführt.

## Turnierergebnisse
| Verband | Veranstaltung                   | Jahr | Ort       | Land | Einzel     | Doppel        | Mixed         | Team |
| ------- | ------------------------------- | ---- | --------- | ---- | ---------- | ------------- | ------------- | ---- |
| JPN     | Asienmeisterschaft TTFA         | 1967 | Singapur  | SIN  |            | Gold          |               | 1    |
| JPN     | Asienmeisterschaft TTFA         | 1964 | Seoul     | KOR  | letzte 16  | Viertelfinale | Viertelfinale |      |
| JPN     | Asian Youth Champ. TTFA-Juniors | 1964 | Seoul     | KOR  | Halbfinale |               |               | 1    |
| JPN     | Weltmeisterschaft               | 1969 | München   | FRG  | letzte 32  | Viertelfinale | Silber        | 3    |
| JPN     | Weltmeisterschaft               | 1967 | Stockholm | SWE  | letzte 16  | Gold          | letzte 64     | 1    |